# Мозаїки Галини Зубченко і Григорія Пришедька
Мозаїки Зубченко і Пришедька — серія київських мозаїчних панно українських художників-монументалістів Галини Зубченко і Григорія Пришедька в екстер'єрі та інтер'єрі науково-дослідних і спортивних закладів.
За визначенням дослідників, мозаїчні композиції є високомистецькими зразками неомодерного монументального мистецтва. Твори митців наповнені світлом і піднесеним почуттям.

## Творчий тандем Зубченко і Пришедька

Підпис художників на панно «Ковалі сучасності»

На творчість Григорія Пришедька вплинула мексиканська монументалістика. У 1963—1965 роках художник навчався в мексиканського монументаліста Дієго Рівери.
З 1962 року відродженню українського монументального мистецтва присвятила себе Галина Зубченко, одна із засновниць Клубу творчої молоді Києва, секретар монументальної секції Київської спілки художників. Мисткиня на прикладах творів народних майстрів Марії Примаченко, Ганни Собачко, Олександра Саєнка та інших вивчала основні засади народного декоративно-ужиткового мистецтва, досліджувала кольористику і роль кольору у створенні образу.
У цей час Галина Зубченко оформляє в Києві інтер'єри готелю «Дніпро», кафе «Либідь» і дитячого садка. 1964 року художниця у співавторстві з Аллою Горською, Опанасом Заливахою, Галиною Севрук, Людмилою Семикіною створила у вестибюлі Червоного корпусу Київського національного університету вітраж «Шевченко. Мати», визнаний державною комісією ідейно ворожим, а тому згодом знищений.
1967 року після одруження Галина Зубченко та Григорій Пришедько утворили творчий тандем. Над спільними монументальними творами митці працювали впродовж 10 років. 1967 року вони декорували гастроном «Київ» у Маріуполі мозаїкою «Квітуча Україна» . Проте найкращими творами подружжя вважаються високомистецькі мозаїчні композиції, створені в екстер'єрі та інтер'єрі науково-дослідних і спортивних закладів у Києві.

«Рух»
«Ковалі сучасності»

## Мозаїчні композиції
Мозаїчні композиції Галини Зубченко та Григорія Пришедька вважаються найяскравішими київськими пам'ятками монументально-декоративного мистецтва. У цих творах переважно оспівується тріумф науки.
Подружжя створило кілька високомистецьких панно, якими декоровані будівлі палацу спорту на Святошині та науково-дослідних інститутів. 1964 року на бульварі Вернадського, 32 збудували спортивний комплекс «Наука». 1969 року Галина Зубченко і Григорій Пришедько прикрасили його фасад барвистою мозаїкою «Рух». Панно — один із найважливіших творів митців. Динамічна композиція, живий ритм, яскраві кольори збагатили архітектурний простір, надали будівлі виразні індивідуальні риси. Станом на 2020 рік мозаїка частково обсипалася.
1970 року був створений Інститут ядерних досліджень НАН України на проспекті Науки, 47. Упродовж 1972—1974 років митці декорували його стіну мозаїчним панно «Ковалі сучасності», яскравою мозаїкою, яка прославляє «мирний атом».
1971 року на проспекті Академіка Глушкова, 40 спорудили корпус № 6 Інституту кібернетики. Галина Зубченко і Григорій Пришедько покрили його торцеву стіну мозаїчним килимом «Тріумф кібернетиків». Його площа становить 96 квадратних метрів. Панно виготовлено зі смальти, керамічної плитки, шлакоситалу і кольорового скла. Яскрава композиція символізує науково-технічний прогрес. Протиставлення об'ємних і площинних елементів надає зображенню просторової динамічності.
1973 року на території того ж інституту кібернетики збудували дванадцятиповерховий корпус № 1. 1975 року у фоє конференцзали головного корпусу монументалісти виконали панно «Майстри часу» у складній техніці, як і в корпусі № 6. Загальна площа мозаїки становить 80 квадратних метрів. Митці зобразили п'ять чоловічих постатей, як уособлення науковців. Навколо них рухаються кола, які символізують фізичні процеси. На яскравій площині домінують синьо-блакитні, жовті та червоні тони. Ефект просторового напруження досягається протиставленням об'ємних і площинних елементів.
Третьою мозаїчною композицією в інституті кібернетики стало панно «Кібернетична квітка».
У 1960-х роках звели будівлі Інститут онкології та радіології (вулиця Юлії Здановської, 33/43). У 1970—1971 роках торцеву стіну адміністративно-лабораторного корпусу декорували виготовленим зі смальти й кераміки панно «Перемога», площею 9 на 12,7 метрів. Зубченко і Пришедько зобразили на ньому відомих науковців-медиків, які зробили вагомий внесок у боротьбу з недугою.

«Тріумф кібернетиків»
«Перемога»